# Ratto
André Luis Guimarães Fonseca (Salvador, 4 de março de 1969), mais conhecido como Ratto, é um ex-jogador brasileiro de basquete.

## História
Começou a jogar basquete na Associação Atlética da Bahia (AAB), onde ganhou o apelido de Ratinho por ser muito ligeiro e roubar muitas bolas. Com o passar do tempo, o apelido mudou para Ratto, defendeu diversos clubes no Brasil entre eles o Lobos Brasília